# ديف وارد (نقابي)
ديف وارد (بالإنجليزية: Dave Ward)‏ هو نقابي بريطاني، ولد في 12 يونيو 1959.